# Bielawa Owls
Bielawa Owls – polski zespół futbolu amerykańskiego z siedzibą w Bielawie, członek PZFA, występujący obecnie w PLFA II.
Klub założony został 1 października 2007 przez Przemysława Klingera. Członkiem Polskiego Związku Futbolu Amerykańskiego został 1 października 2007 roku. Występuje obecnie pod nazwą Bielawa Owls.

## Podstawowe informacje
Liczba zawodników: 40
Barwy klubowe: Czarno-Niebieskie, Biało-Niebieskie (alternatywne)
Stadion domowy: Stadion KS "Bielawianka" przy ul. Sportowej w Bielawie. Pojemność: 1.000. Oświetlenie - brak. Nawierzchnia: Trawa naturalna.
Zarząd:
- Przemysław Klinger - Prezes Zarządu
- Paweł Sołtysiak - Wiceprezes Zarządu
- Trener Główny: Przemysław Klinger, Paweł Sołtysiak,

## Dotychczasowe osiągnięcia
PLFA II 2008 – 2. miejsce w dywizji Zachodniej.
PLFA II 2009 - 3. miejsce w dywizji Południowej. Awans do Play-Offs oraz 4. miejsce PLFA II w klasyfikacji końcowej.
PLFA II 2010 - awans do PLFA I
PLFA J8 2016 - Mistrzostwo Polski do lat 17
PLFA J8 2017 - Mistrzostwo Polski do lat 17
JLFA 2018 - Mistrzostwo Polski do lat 18
JLFA 2019 - Mistrzostwo Polski do lat 18
LFA9 2019 - Mistrzostwo III Ligi seniorów
| Wygrane Ligowe | Przegrane Ligowe | Wygrane Sparingi | Przegrane Sparingi | Zdobyte Punkty | Stracone Punkty |
| -------------- | ---------------- | ---------------- | ------------------ | -------------- | --------------- |
| 7              | 8                | 1                | 1                  | 432            | 270             |

## Mecze

### Sezon 2008
- 11 V,  Poznań,    Owls vs. Fireballs   49:13   (rozgrywki w ramach PLFA II)
- 24 V,  Bielawa,   Owls vs. Torpedy     07:06   (rozgrywki w ramach PLFA II)
- 14 VI, Bielawa,   Owls vs. Red Bulls   42:06   (rozgrywki w ramach PLFA II)
- 22 VI, Bielawa,   Owls vs. Fireballs   20:42   (rozgrywki w ramach PLFA II)
- 14 IX, Opalenica, Owls vs. Red Bulls   22:08   (rozgrywki w ramach PLFA II)
- 27 IX, Białystok, Owls vs. Lowlanders  48:10

| Wygrane Ligowe | Przegrane Ligowe | Zdobyte Punkty | Stracone Punkty |
| -------------- | ---------------- | -------------- | --------------- |
| 2              | 4                | 100            | 173             |

### Sezon 2009
- 4.IV, Kraków, 	   Knights  vs Owls 	 8 : 14
- 23.V, Bielawa,    Owls     vs Tigers   12 : 44
- 27.VI, Bielawa,   Owls     vs Scyzory 	33 : 6
- 11.VII, Będzin,   Steelers vs 	Owls 	28 : 15
- 22.VIII, Bielawa, Owls     vs Lions 	40 : 0
- 5.IX,  Ruda Śl.,  Warriors vs 	Owls 	 0 : 19

### Runda Dzikich Kart
- 27.IX, Płock, 	Mustangs vs Owls 	6 : 26

### Półfinały
- 11.X, 	Kraków, Tigers 	vs Owls   24 : 0

### Mecz o trzecie miejsce
- 25.X,  Łódź, Torpedy 	vs Owls   20 : 14

### Sezon 2010
- 15.V, 	Bielawa, 	Owls 	        vs 	Knights 	32 : 8
- 5.VI, 	Opalenica, 	Czerwone Byki 	vs 	Owls 	        14 : 42
- 26.VI, 	Ornontowice, 	Lions 	        vs 	Owls 	        14 : 54
- 11.VII, Bielawa, 	Owls 	        vs 	Warriors 	47 : 0
- 31.VII, Bielawa, 	Owls 	        vs 	Fireballs 	72 : 0
- 14.VIII, Kraków, 	Knights 	vs 	Owls 	         0 : 54

### Półfinały
- 11.IX,	Bielawa, Owls 	vs Fireballs 	35 : 14

### Finał Drugiej Ligi
- 25.IX, 	Bielawa Owls 	vs Lowlanders 	27 : 12

Sezon zakończony awansem do PLFA 1. Ten awans to olbrzymi sukces klubu.

### Sezon 2011
- 3.IV, 	Bielawa 	Owls 	vs 	Steelers 	21 : 0
- 9.IV, 	Wrocław 	The Crew vs 	Owls 	        35 : 0
- 17.IV, Bielawa 	Owls 	vs 	Kozły 	        12 : 13
- 1.V, 	Bielawa 	Owls 	vs 	Miners 	        21 : 20
- 8.V, 	Bielawa 	Owls 	vs 	Devils 	         0 : 42
- 22.V, 	Bielawa 	Owls 	vs 	Seahawks 	 6 : 26
- 28.V, 	Białystok 	Lowlanders 	vs 	Owls 	 8 : 39
- 12.VI, Kraków 	        Tigers 	vs 	Owls 	        36 : 0
- 18.VI,	Warszawa 	Eagles 	vs 	Owls 	        68 : 6

Sezon zakończony tytułem " Najlepszego Beniaminka PLFA 1".